# Ammi Ajjalon
Ammi Ajjalon (hebr. עמי איילון)‎ Ammichaj Ajjalon (hebr. עמיחי איילון, ur. 27 czerwca 1945) – izraelski wojskowy i polityk. Kontradmirał izraelskiej Marynarki Wojennej, szef służby bezpieczeństwa Szin Bet w latach 1996–2000.

## Życiorys
Urodził się 27 czerwca 1945.
Rozpoczął w 1963 roku służbę w Marynarce Wojennej jako komandos płetwonurek, w latach 1970–1973 przeszedł szkolenie oficerskie. Następnie objął dowodzenie kilkoma niewielkimi okrętami; w tym samym czasie pełnił także służbę na lądzie. W 1981 roku objął stanowisko zastępcy dowódcy marynarki, które sprawował do 1991 roku; następnie wyjechał na studia do Stanów Zjednoczonych, studiował m.in. w US Naval War College i na Uniwersytecie Harwardzkim, gdzie uzyskał magisterium.
Po powrocie do Izraela w 1993 roku został mianowany dowódcą Marynarki Wojennej Izraela; stanowisko sprawował do grudnia 1995 roku. Został odznaczony najwyższym odznaczeniem bojowym Izraela – Medalem za Wybitną Odwagę – za operację Bulmus 6 – desant na silnie umocnioną Zieloną Wyspę u południowego wejścia do Kanału Sueskiego 19 lipca 1969 roku.
Był pierwszym szefem Szin Bet, którego nominację na to stanowisko podano do wiadomości publicznej oraz pierwszym oficerem marynarki na czele tej instytucji. Objął tę funkcję w styczniu 1996 roku, po dymisji Karmiego Gilona, który wziął na siebie pełną odpowiedzialność za niezapobieżenie zabójstwu premiera Icchaka Rabina (4 listopada 1995 roku). Po odejściu z Szin Betu w 2000 roku Ajjalon został politykiem Partii Pracy. Po przegranej rywalizacji o przywództwo z Ehudem Barakiem wycofał się w 2008 roku z życia politycznego.

## Publikacje
Bratobójczy ogień. Jak Izrael stał się swoim własnym wrogiem i czy jest nadzieja na przyszłość, 2024, Wydawnictwo Filia, ISBN 9788383577692